# Monte Whitney
El monte Whitney (Paiute: Tumanguya; Too-man-i-goo-yah) es la cima más elevada de los Estados Unidos contiguos y de la Sierra Nevada, con una altura de 4421 metros.Se encuentra en el Este- Centro de California, en el límite entre los condados californianos de Inyo y Tulare, 84,6 millas (136,2 km) al oeste-noroeste del punto más bajo de Norteamérica, Cuenca Badwater en el Parque nacional del Valle de la Muerte, a 282 pies (86,0 m) por debajo del nivel del mar. La ladera oeste de la montaña termina en el parque nacional de las Secuoyas y la cima es el extremo sur de la senda John Muir, que discurre 211,9 mi (341 km) desde Happy Isles en el valle Yosemite. Las laderas orientales se encuentran en el bosque nacional Inyo en el Condado de Inyo.
La montaña recibió su nombre de Josiah Whitney, el jefe del departamento de geología de California. La primera ascensión la realizaron Charles Begole, A. H. Johnson y John Lucas en 1873.
El Monte Whitney está situado unos 135 kilómetros (210 por carretera) al oeste del punto más bajo de Norteamérica, la Cuenca Badwater (86 metros por debajo del nivel del mar) en el parque nacional del Valle de la Muerte.

## Geografía
La cima del monte Whitney está cerca de muchos de los picos más altos de la Sierra Nevada. Esta cumbre se eleva drásticamente 3.285 metros por encima del pueblo de Lone Pine localizado en el valle Owens, a unos 24 kilómetros al este. La montaña se levanta más levemente en el lado oeste, sólo llegando a 910 metros por encima del sendero John Muir para atravesar el lago Guitar (Guitar Lake). 
La montaña se eleva en forma de cúpula y algo más llana por un lado, con crestas dentadas de otra. El monte Whitney se encuentra por encima del límite del bosque y tiene un clima alpino. Muy pocas plantas crecen cerca de la cima. Los únicos animales son transitorios, como la mariposa apolo (Parnassius Phoebus) y el pinzón rosado de corona gris.

### Hidrología
La montaña es el punto más alto de la Gran Divisoria de Cuenca. Los cursos de agua del lado oeste del pico desembocan en el arroyo Whitney, que desemboca en el río Kern. El río Kern termina en Bakersfield en la cuenca de Tulare, la parte sur del Valle de San Joaquín. En la actualidad, el agua de la cuenca de Tulare se desvía en gran medida para la agricultura. Históricamente, durante los años muy húmedos, el agua se desbordaba de la cuenca de Tulare hacia el río San Joaquín, que desemboca en el océano Pacífico.
Desde el este, el agua del monte Whitney fluye hacia el arroyo Lone Pine, donde la mayor parte del agua se desvía hacia el acueducto de Los Ángeles a través de una esclusa. Se permite que parte del agua del arroyo siga su curso natural, uniéndose al río Owens, que termina en el lago Owens, un lago endorreico de la Gran Cuenca.

### Medidas de elevación
La elevación estimada de la cumbre del Monte Whitney ha cambiado a lo largo de los años. La tecnología de medición de la elevación se ha vuelto más refinada y, lo que es más importante, el sistema de coordenadas verticales ha cambiado. El pico se dice comúnmente que es en 14 494 pies (4417,8 m) y esta es la elevación estampada en el punto de referencia USGS de bronce en la cumbre. Una placa más antigua en la cima (de chapa metálica con letras negras sobre esmalte blanco) dice "elevación 14.496,811 pies", pero esto se estimó utilizando el antiguo dátum vertical (NGVD29) de 1929. Desde entonces, la forma de la Tierra (el geoide) se ha estimado con mayor precisión. Utilizando un nuevo datum vertical establecido en 1988 (NAVD88) el punto de referencia se estima ahora en 14 505 pies (4421,1 m).

## Geología

Esquema del bloque de falla de Sierra Nevada

La vertiente oriental del Monte Whitney es mucho más pronunciada que su vertiente occidental. La cordillera de Sierra Nevada es, en esencia, un bloque sobre una pendiente con el extremo más alto en el lado oriental. En el lado oeste, es como si el bloque s'adjuncti con bisagra, mientras que el bloque se levanta al este. El ascenso es causado por un sistema de fallas normales que bordea la base este de la cordillera, por debajo del monte Whitney. Así, el granito que forma el monte Whitney es el mismo granito que forma las Alabama Hills, cientos de metros más abajo. La elevación del Whitney (y la reducción del valle Owens) son el resultado de las mismas fuerzas geológicas que provocan las características de toda la cuenca y cordillera (Provincia geológica de las cuencas y cordilleras): la corteza del Oeste entre-montañas (Intermountain West) se estira muy lentamente. Se nota que el agua que cae hacia el oeste del pico desemboca en el océano Pacífico, mientras que en el este desemboca en la Gran Cuenca, una zona endorreica.

## Clima
El monte Whitney tiene un clima de tundra alpina (ET) según la clasificación climática de Köppen. Las temperaturas estivales son muy variables, desde temperaturas bajo cero (32 grados Fahrenheit (0 °C)) hasta máximas cercanas a 80 grados Fahrenheit (26,7 °C) durante olas de calor extremo en el valle de Owens.
Sobre la base de la gama de la media más alta de alta de 25,7 grados Fahrenheit (−3,5 °C) a la media más baja de baja de 4,2 grados Fahrenheit (−15,4 °C) para las temperaturas invernales en la tabla (diciembre a marzo), cada 1 pulgada (2,5 cm) de precipitación líquida equivale a aproximadamente 15-40 pulgadas (38,1-101,6 cm) de nieve, con temperaturas más bajas que producen las mayores profundidades de nieve. 
| Parámetros climáticos promedio de Mount Whitney 36.5728 N, 118.3025 W, Elevation: 13 635 pies (4155,9 m) (1991–2020 normals) | Parámetros climáticos promedio de Mount Whitney 36.5728 N, 118.3025 W, Elevation: 13 635 pies (4155,9 m) (1991–2020 normals) | Parámetros climáticos promedio de Mount Whitney 36.5728 N, 118.3025 W, Elevation: 13 635 pies (4155,9 m) (1991–2020 normals) | Parámetros climáticos promedio de Mount Whitney 36.5728 N, 118.3025 W, Elevation: 13 635 pies (4155,9 m) (1991–2020 normals) | Parámetros climáticos promedio de Mount Whitney 36.5728 N, 118.3025 W, Elevation: 13 635 pies (4155,9 m) (1991–2020 normals) | Parámetros climáticos promedio de Mount Whitney 36.5728 N, 118.3025 W, Elevation: 13 635 pies (4155,9 m) (1991–2020 normals) | Parámetros climáticos promedio de Mount Whitney 36.5728 N, 118.3025 W, Elevation: 13 635 pies (4155,9 m) (1991–2020 normals) | Parámetros climáticos promedio de Mount Whitney 36.5728 N, 118.3025 W, Elevation: 13 635 pies (4155,9 m) (1991–2020 normals) | Parámetros climáticos promedio de Mount Whitney 36.5728 N, 118.3025 W, Elevation: 13 635 pies (4155,9 m) (1991–2020 normals) | Parámetros climáticos promedio de Mount Whitney 36.5728 N, 118.3025 W, Elevation: 13 635 pies (4155,9 m) (1991–2020 normals) | Parámetros climáticos promedio de Mount Whitney 36.5728 N, 118.3025 W, Elevation: 13 635 pies (4155,9 m) (1991–2020 normals) | Parámetros climáticos promedio de Mount Whitney 36.5728 N, 118.3025 W, Elevation: 13 635 pies (4155,9 m) (1991–2020 normals) | Parámetros climáticos promedio de Mount Whitney 36.5728 N, 118.3025 W, Elevation: 13 635 pies (4155,9 m) (1991–2020 normals) | Parámetros climáticos promedio de Mount Whitney 36.5728 N, 118.3025 W, Elevation: 13 635 pies (4155,9 m) (1991–2020 normals) |
| Mes | Ene. | Feb. | Mar. | Abr. | May. | Jun. | Jul. | Ago. | Sep. | Oct. | Nov. | Dic. | Anual |
| --- | --- | --- | --- | --- | --- | --- | --- | --- | --- | --- | --- | --- | --- |
| Temp. máx. media (°C) | -3.8 | -5 | -3.4 | -0.4 | 3.7 | 9.4 | 12.9 | 12.5 | 9.8 | 5.3 | -0.1 | -4.3 | 3 |
| Temp. media (°C) | -9.1 | -10.5 | -9.1 | -6.9 | -3.3 | 1.8 | 5.1 | 4.7 | 2.7 | -0.9 | -5.7 | -9.3 | -3.4 |
| Temp. mín. media (°C) | -14.4 | -15.9 | -14.8 | -13.3 | -10.3 | -5.8 | -2.7 | -3.1 | -4.4 | -7.1 | -11.3 | -14.3 | -9.8 |
| Precipitación total (mm) | 212.6 | 225.6 | 147.1 | 100.1 | 48.8 | 13 | 7.9 | 4.8 | 6.9 | 48.3 | 63.8 | 200.9 | 1079.5 |
| Fuente: PRISM Climate Group                                                                                                  | | | | | | | | | | | | | |

## Historia de su exploración

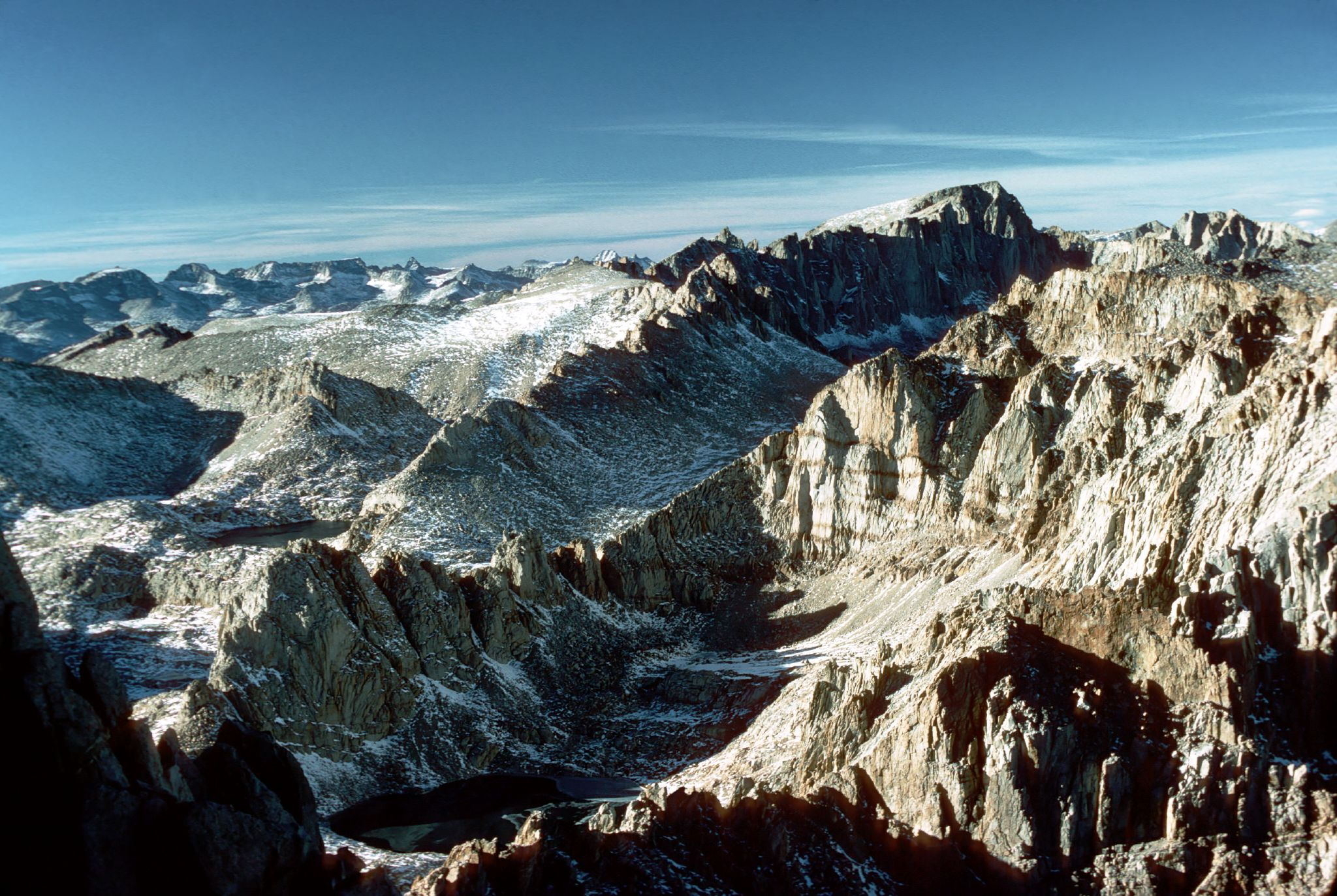
El monte Whitney visto desde el monte Langley.

En julio de 1864, los miembros del California Geological Survey designaron al pico en honor a Josiah Whitney, el geólogo del estado de California y benefactor del relevamiento. Durante la misma expedición, el geólogo Clarence King intentó escalar el Whitney por su lado oeste, pero se quedó a las puertas. En 1871, King volvió a escalar lo que creía que era el Whitney, pero habiendo tomado un enfoque diferente, en realidad hizo cumbre en el cercano Monte Langley. Al enterarse de su error en 1873, King finalmente completó su propia primera ascensión al Whitney, pero lo hizo con un mes de retraso para ser el primero. El 18 de agosto de 1873, Charles Begole, A. H. Johnson y John Lucas, todos del cercano Lone Pine, se convirtieron en los primeros en alcanzar la cumbre más alta de los Estados Unidos. Como subieron a la montaña durante un viaje de pesca al cercano cañón Kern, llamaron a la montaña Fisherman's Peak.
En 1881, Samuel Pierpont Langley el fundador del Smithsonian Astrophysical Observatory permaneció en la cima por cierto tiempo, realizando mediciones de la potencia solar. Acompañando a Langley en 1881 se encontraba otro grupo compuesto por el juez William B. Wallace de Visalia, W. A. Wright y el reverendo Frederick Wales. En sus memorias, Wallace escribió, "Los indios Pi Ute [Paiute] denominan al monte Whitney Too-man-i-goo-yah, que significa 'el hombre muy viejo.' Ellos creen que el Gran Espíritu que preside sobre el destino de su pueblo una vez tuvo su morada en esa montaña." La transliteración Too-man-i-goo-yah proviene de idioma Mono de los Paiute. Otras variaciones son Too-man-go-yah and Tumanguya.

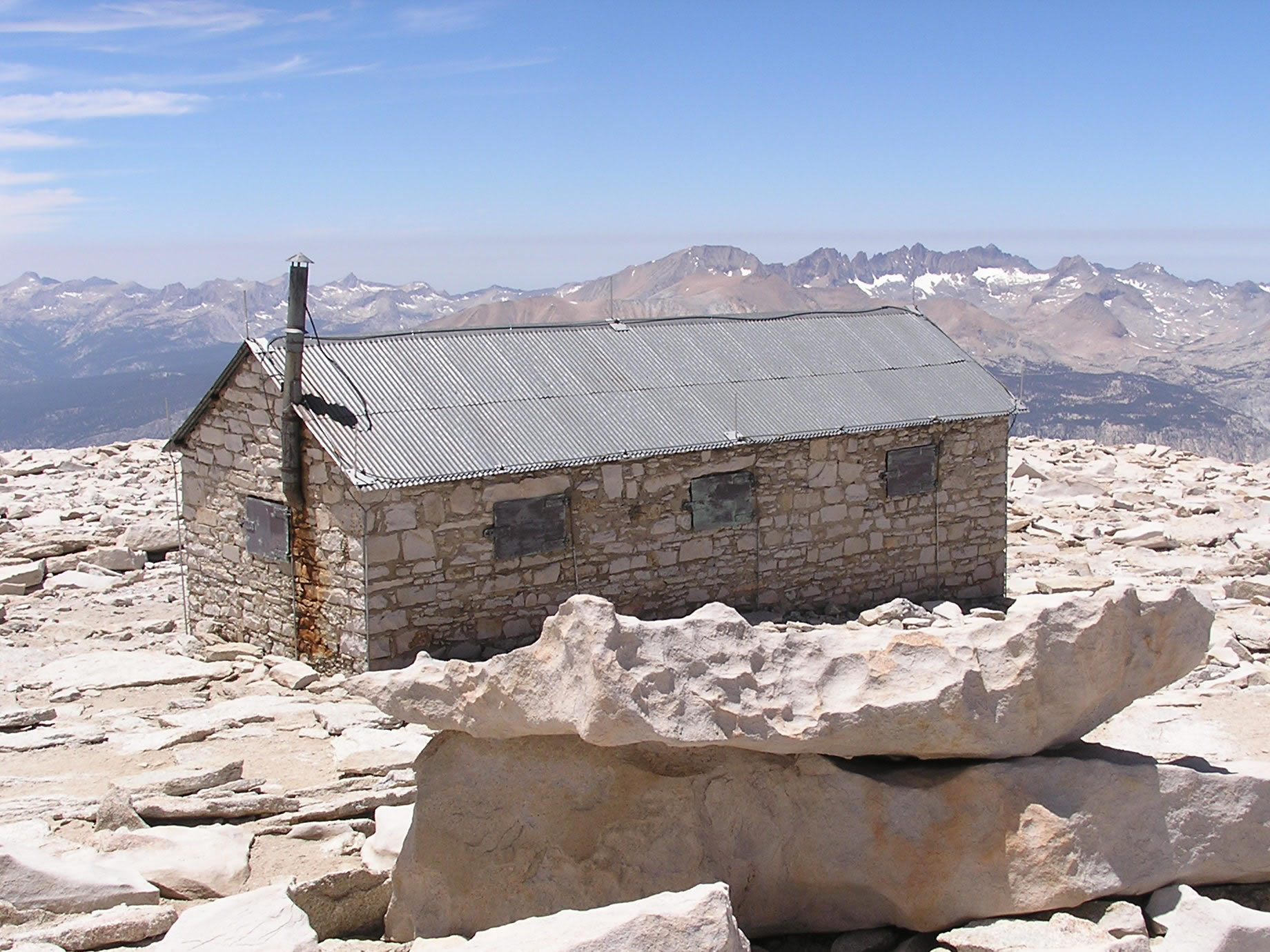
El Refugio del Instituto Smithsonian en la cima del Whitney.

En 1891, la Junta de Nombres Geográficos del Servicio Geológico de los Estados Unidos decidió reconocer el nombre de Monte Whitney. A pesar de perder su nombre preferido, los residentes de Lone Pine financiaron el primer sendero hasta la cumbre, diseñado por Gustave Marsh, y completado el 22 de julio de 1904. Cuatro días después, el nuevo sendero permitió la primera muerte registrada en el Whitney. Tras recorrer el sendero, el empleado de la Oficina de Pesca de los Estados Unidos Byrd Surby murió fulminado por un rayo mientras almorzaba en la cima. En respuesta, Marsh comenzó a trabajar en la cabaña de piedra que se convirtió en el Refugio de la Institución Smithsoniana, completándola en 1909.
Luego de concluir la Segunda Guerra Mundial hubo un movimiento para renombrar la montaña en honor a Winston Churchill,  pero el nombre monte Whitney persistió.

## Senderismo

### Senderos

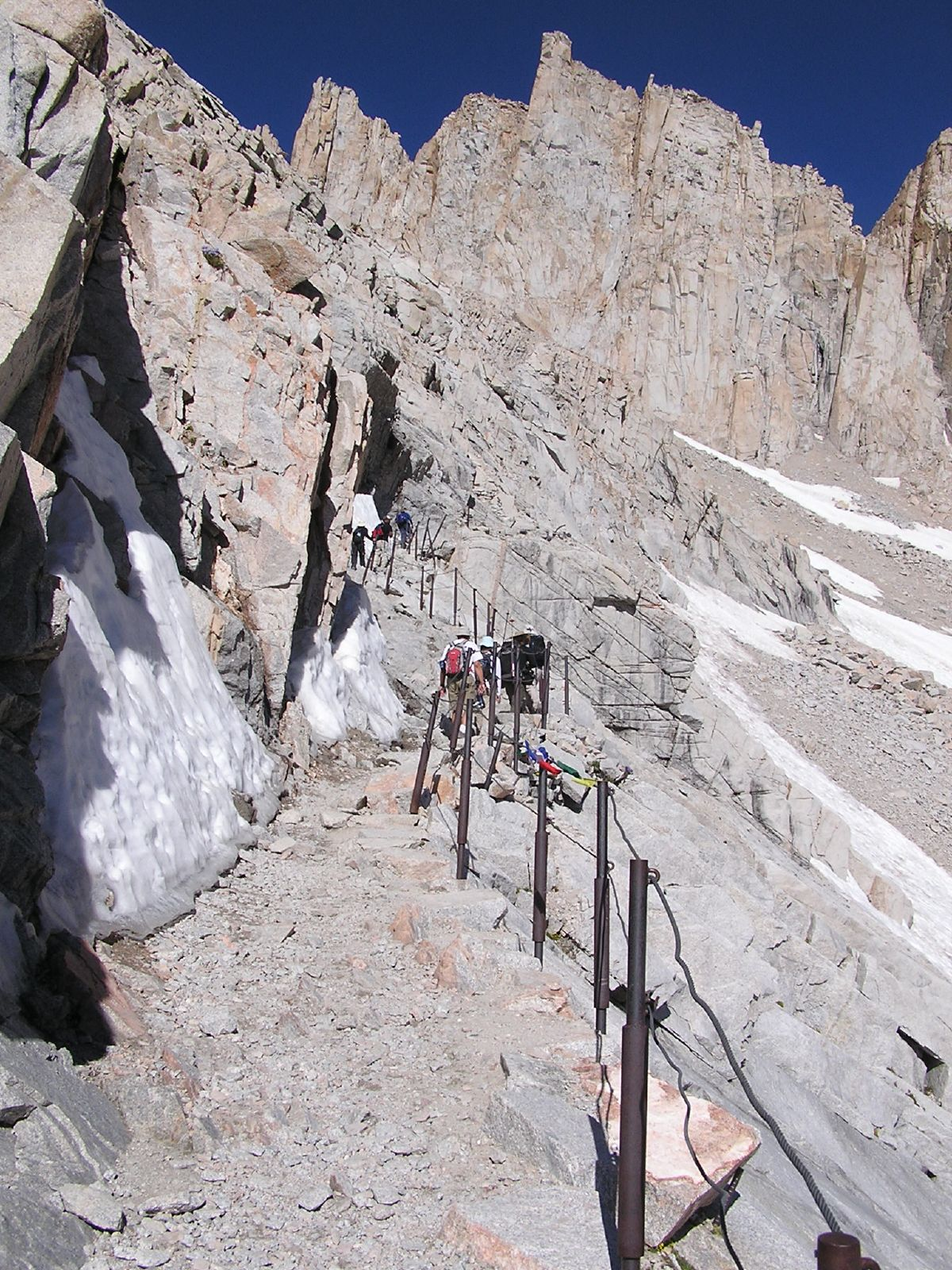
Camino zigzagueante hacia el monte Whitney

La ruta más popular para llegar a la cima es a través del sendero Mont Whitney (Mount Whitney Trail) que empieza en Whitney Portal a una altitud de 2250 metros y una distancia de 21 kilómetros al oeste de la localidad de Lone Pine. La caminata es de unos 34 kilómetros de ida y vuelta, con un desnivel positivo de más de 1900 metros, que puede tomar de dos a tres días. Se necesitan permisos todo el año pero son disponibles en cantidades limitadas para evitar el sobreuso desde el primero de mayo hasta el primero de noviembre. El Servicio Forestal de los Estados Unidos (United States Forest Service o USFS) ejecuta una lotería anual para los permisos emitidos en números limitados desde el primero de febrero hasta el 15 de marzo. El sendero John Muir (John Muir Trial) proporciona una ruta más larga en el Whitney, llegando al lado oeste de la montaña y conectando con el sendero Mont Whitney cerca de la cima.

### Escaladas
.

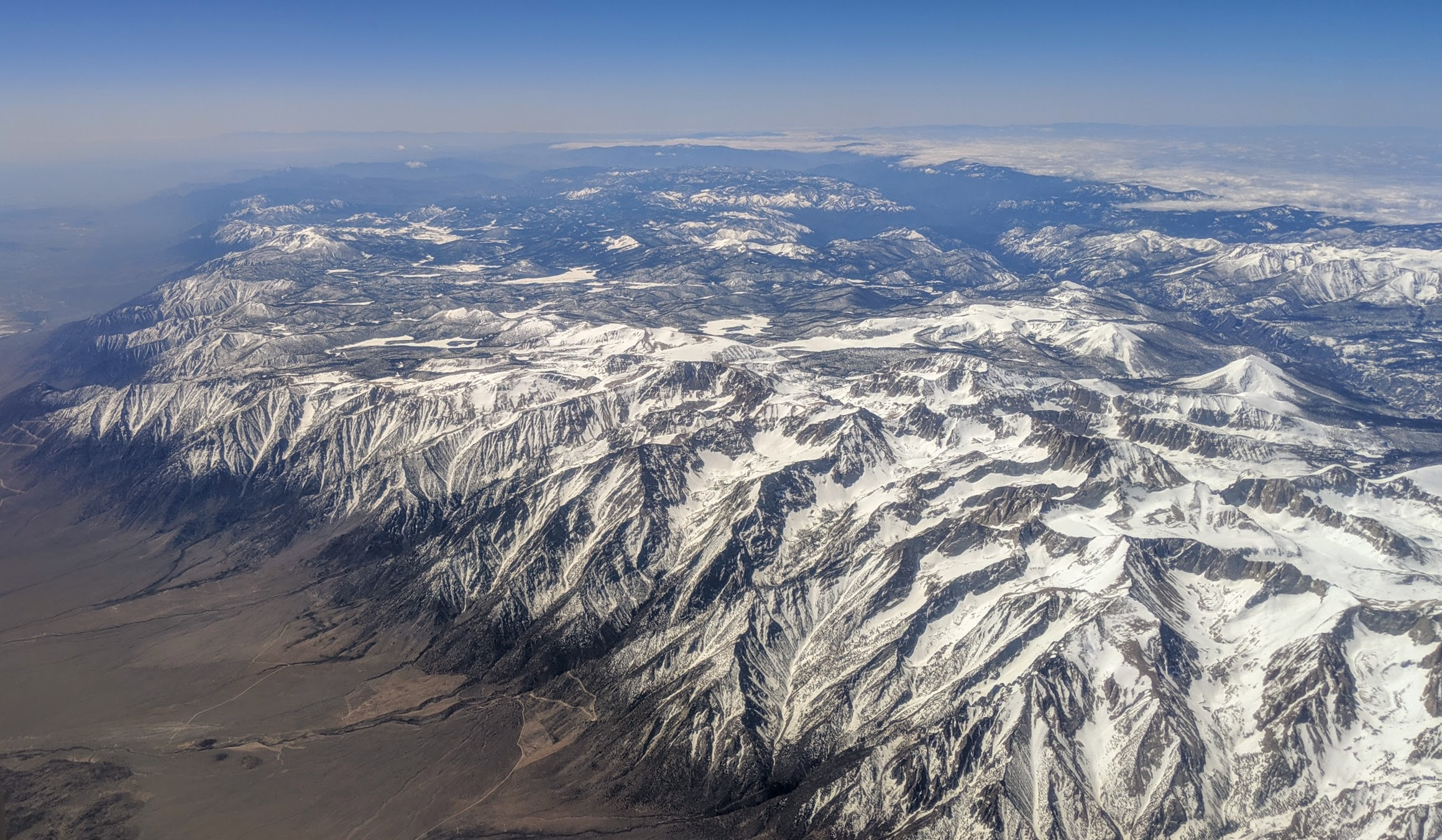
Vista aérea del Monte Whitney y la escarpada cara este de Sierra Nevada, desde el norte

La Ruta del Montañero, un barranco en el lado norte de la cara este escalado por primera vez por John Muir, se considera un escalada, (YDS-3), (PD+). El tiempo más rápido registrado por esta ruta hasta la cumbre y de vuelta al portal es de 3 horas y 10 minutos, por Jason Lakey de Bishop (California).

### Escaladas técnicas
La escarpada cara este de la montaña ofrece una variedad de retos de escalada. La ruta Cara Este, escalada por primera vez en 1931, es una de las Cincuenta Escaladas Clásicas de Norteamérica. [[Cincuenta Escaladas Clásicas de Norteamérica]], e implica escalada libre técnica, pero en su mayor parte es de clase 4. Otras rutas llegan hasta el grado 5.10d.
Al sur de la cumbre principal hay una serie de cumbres menores que son completamente discretas desde el oeste, pero aparecen como una serie de "agujas" desde el este. Las rutas en estos incluyen algunos de los mejores escalada de gran pared en la alta Sierra. Dos de las agujas llevan el nombre de participantes en una expedición científica a la montaña en 1880: Keeler Needle por James Keeler y Day Needle por William Cathcart Day. Esta última ha sido rebautizada Crooks Peak en honor a Hulda Crooks, que subió a pie al monte Whitney todos los años hasta bien entrados los noventa.